# Ханкенді (станція)
Ханкенді — нефункціонуюча залізнична станція, яка розташована на північ від міста Ханкенді (назва за юрисдикцією невизнаної НКР — Степанакерт). Повністю розібрана.

## Історія
В 1912 році почалося будівництво вузькоколійної залізниці Євлах — Барда — Агдам — Ханкенді — Шуші, в 1914 році роботи були призупинені у зв'язку з першою світовою війною. Не дивлячись на продовження будівництва після закінчення війни було відкрито лише в 1942 році, причому лише від Євлаха до Ханкенді, який став кінцевою станцією. В 1967 році рух на дільниці Агдам — Ханкенді був припинений у зв'язку з перепрошивкою ділянки Євлах — Агдам на широку колію. В 1978 році (по іншим даним — у 1979 році) після перепрошивки на широку колію ділянки Агдам — Ханкенді рух був відновлений.
Під час Карабаського конфлікту рух на лінії Євлах — Ханкенді був перерваний і після закінчення конфлікту так і не був відновлений. На сьогоднішній день станція фактично знаходиться у Аскеранському районі Нагірно-Карабаської Республіки (де-юре — у Ходжалинському районі Азербайджану).